# Nafusi
El nafusi (també nefusi; en amazic Maziɣ o Tanfusit, ⵜⴰⵏⴼⵓⵙⵉⵜ) és una llengua amaziga parlada al Jabal Nafusa (Drar n infusen), una gran àrea al nord-oest de Líbia. Els seus principals parlants són les comunitats ibadites al voltant de Djadu, Nalut (Lalut) i Yafran.
El dialecte de Yefren a l'est difereix una mica dels de Nalut i Djadu a l'oest. Un nombre de frases en nafusi antic apareixen en manuscrits ibadites ja en el segle xii. L'entrada a Ethnologue inclou les varietats zuwara, matmata, i djerbi sota la rúbrica "nafusi", que no correspon ni a l'ús local ni acadèmic.
El dialecte de Jadu és descrit en alguns detalls per Beguinot (1931). Motylinski (1898) descriu el dialecte de Jadu i Nalut parlat per un estudiant de Yefren.
El nafusi comparteix nombroses innovacions amb les llengües zenetes, però a diferència d'aquestes, manté els prefixos vocàlics abans de les síl·labes obertes; per exemple, ufəs "mà" < * afus,en lloc del zenati fus; sembla properament relacionat amb el sokni i siwi a l'est.